# Лляна тканина

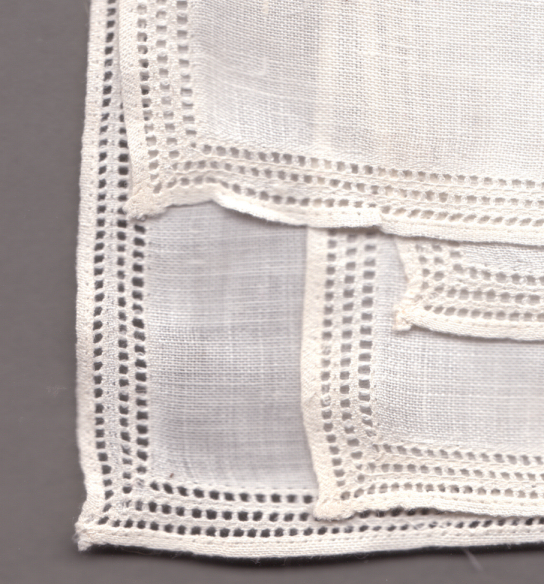
Лляна тканина

Лляна́ тканина — це тканина з гладкою поверхнею і матовим блиском, одержувана з лляного волокна, що своєю чергою отримують зі стебла рослини льону.

## Історія
Вона має дуже довгу історію, яка сягає своїм корінням п'яти тисяч років тому. У давнину лляна тканина була показником розкоші в Стародавньому Єгипті та на Близькому Сході, також ця тканина була популярна на берегах Каспійського та Чорного морів.
Льон вважався частиною землеробства на нині швейцарських землях за часів кам'яної та бронзової доби. Лляні нитки використовувалися в плетінні мотузок для полювання та тенет для вилову риби, саме про це повідали розкопки в старих швейцарських озерах.
Здавна майстри домагалися незвичайної якості лляних виробів. Полотно виходило тонким, але міцним і носким, з характерним приглушеним блиском. У стародавні часи одяг, виконаний з лляної тканини, носили фараони та їхні намісники. У християнстві, як і в давні часи, так і зараз, лляні шати вважаються символом чистоти, тому священники носять одяг з чистого льону, без додавання інших волокон. У Стародавньому Єгипті полотна з льону були грошовою одиницею, також лляна тканина використовувалася для поховання знаті. Досі історики не встановили, де лляне полотно було виготовлено вперше.
Згодом, коли ручне ткацтво відійшло в минуле, з'явилися ткацькі мануфактури і з льону стали робити ті тканини, які ми можемо купити і зараз. У Європі дорогу лляну білизну відносять до класу «люкс», а от в Україні льон доступний і дешевий[джерело?].

## Сучасність
Нині найякісніші тканини роблять в Італії, Бельгії та Ірландії, а найбільше цієї тканини випускає США і Канада.
Лляна тканина виробляється з лляної пряжі (див. прядіння), в основному полотняним переплетінням. При включенні в основу або утік бавовняної пряжі тканина називається напівлляною. Найцінніші властивості лляної тканини — висока міцність і здатність вбирати вологу при порівняно великій повітро- і теплопроникності, а також стійкість проти гниття. Лляні тканини відрізняються також добротністю, підвищеною жорсткістю, які посилюються апретуванням. Лляні тканини вельми гарно носяться і дають порівняно невелику усадку при зволоженні, маса 1 м² лляної тканини коливається від 100 г (батист) до понад 1000 г (брезент). Лляну тканину застосовують для виготовлення білизняних, технічних, тарних та інших виробів.
За призначенням і структурою розрізняють такі види лляних тканин:
- Столові камчатні (скатертини, серветки);
- Рушникові камчатні та махрові;
- Полотно та рушники гладкі;
- Костюмно-платтяні тканини (рогожки, трико та інші);
- Полотняні простирадла, тонкі (білизняні), терасні та тики;
- Грубі (технічні), бортівки, парусини брезентові, пакувальні та мішечні тканини, а також пожежні рукави та ін.

Лляні тканини випускаються суворими, напівбілими, білими та фарбованими. Високими якостями (негнучкість, зносостійкість тощо) відрізняються тканини з льону з лавсаном.